# Smogulec
Smogulec (niem. Smogultz) – osada w Polsce położona w województwie wielkopolskim, w powiecie wągrowieckim, w gminie Gołańcz.
W latach 1975–1998 miejscowość administracyjnie należała do województwa pilskiego.

## Historia Smogulca
Jedna z najstarszych miejscowości Pałuk, została założona w XI wieku. W średniowieczu wieś była gniazdem rodowym Grzymalitów Smoguleckich (Smogulickich). Jednym z pierwszych wzmiankowanych przedstawicieli tej gałęzi potężnego wielkopolskiego rodu był Jakub Domaradzic ze Smogulca herbu Grzymała, który w latach 1280–1297 piastował urząd kasztelana rogozińskiego. W roku 1335 Smogulec otrzymał prawa miejskie, z tego samego roku pochodzą pierwsze wzmianki o drewnianym kościele, którego fundatorem był założyciel miasta Wierzbięta Smogulecki. Jednak parafię erygowano dopiero w 1415 roku. W 1613 roku wybuchł wielki pożar, który strawił większość miasta wraz z kościołem. Lata 1617–1619 to okres budowy, z fundacji Jana Wierzbięty Smoguleckiego, nowego renesansowego kościoła w Smogulcu, który częściowo przebudowany zachował się do dziś. W XVII wieku Smogulec utracił prawa miejskie. W XIX wieku miejscowość była ośrodkiem znacznych dóbr rodziny Hutten-Czapskich – tzw. ordynacji smoguleckiej. Hutten-Czapscy w latach 1876–1879 dobudowali do miejscowego kościoła kaplicę rodową i spoczywają w niej w marmurowych sarkofagach. Bezdzietny Bogdan Hutten-Czapski zmarły w 1937 roku przekazał w testamencie Smogulec Uniwersytetowi Warszawskiemu. W 1939 roku po wybuchu II wojny światowej zmieniono nazwę na Basenheide, która utrzymała się do zakończenia wojny. W 1945 roku wojska sowieckie zniszczyły główną część pałacu z bogatą biblioteką. W okresie PRL w Smogulcu działało Państwowe Gospodarstwo Rolne (obecnie prywatne przedsiębiorstwo), wieś była dobrze rozwinięta. Latem 2009 roku dokonano remontu kompleksu pałacowo-parkowego. Planowany jest także remont kościoła.
W Smogulcu urodzili się:
- Jan Mikołaj Smogulecki [potrzebny przypis](1610–1656) – jezuita, matematyk, podróżnik, misjonarz w Chinach i na Jawie.
- Antoni Wiśniewski (1718-1774) – fizyk, matematyk, teolog i pedagog, wykładowca Collegium Nobilium (rektor w latach 1759–1761, pijar, od 1765 roku prowincjał zakonu).